# Albert Estopinal

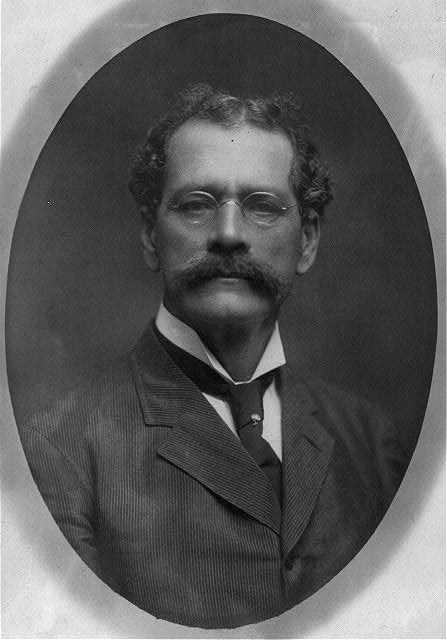
Albert Estopinal

Albert Estopinal (* 30. Januar 1845 im St. Bernard Parish, Louisiana; † 28. April 1919 in New Orleans, Louisiana) war ein US-amerikanischer Politiker. Zwischen 1908 und 1919 vertrat er den Bundesstaat Louisiana im US-Repräsentantenhaus; außerdem war er dessen Vizegouverneur.

## Werdegang
Albert Estopinal besuchte bis 1862 sowohl öffentliche als auch private Schulen. Im Januar 1862 trat er während des Bürgerkrieges dem Heer der Konföderation bei. Bis zum Ende des Krieges im Jahr 1865 blieb er beim Militär. Nach dem Krieg arbeitete Estopinal für einige Jahre als Kommissionshändler in New Orleans. Die meiste Zeit verbrachte er aber bei der Bewirtschaftung seiner in der Nähe dieser Stadt gelegenen Kenilworth-Plantage.
Gleichzeitig begann Estopinal als Mitglied der Demokratischen Partei eine politische Laufbahn. Zwischen 1872 und 1876 war er als Sheriff Polizeichef im St. Bernard Parish. Von 1876 bis 1880 saß er als Abgeordneter im Repräsentantenhaus von Louisiana; zwischen 1880 und 1900 gehörte er dem Staatssenat an. In den Jahren 1879 und 1898 war er Delegierter auf Versammlungen zur Überarbeitung der Verfassung seines Staates. Anschließend übte Estopinal von 1900 bis 1904 das Amt des Vizegouverneurs unter Gouverneur William Wright Heard aus. Im Jahr 1908 war er Parteivorsitzender der Demokraten in Louisiana.
Nach dem Tod des Abgeordneten Adolph Meyer wurde Estopinal bei der fälligen Nachwahl für den ersten Sitz von Louisiana als dessen Nachfolger in das US-Repräsentantenhaus in Washington, D.C. gewählt, wo er am 3. November 1908 sein neues Mandat antrat. Nach sechs Wiederwahlen konnte er bis zu seinem Tod am 28. April 1919 im Kongress verbleiben. In diese Zeit fiel der Erste Weltkrieg. Im Jahr 1913 wurden im Kongress der 16. und der 17. Verfassungszusatz verabschiedet. Nach einer Nachwahl fiel das von Albert Estopinal gehaltene Abgeordnetenmandat an James O’Connor.